# Lekwa-Teemane Local Municipality
Lekwa-Teemane (englisch Lekwa-Teemane Local Municipality) ist eine Lokalgemeinde im Distrikt Dr Ruth Segomotsi Mompati der südafrikanischen Provinz Nordwest. Der Verwaltungssitz befindet sich in Christiana. Bürgermeister ist Kagiso Palagangwe.
Die Gemeinde ist benannt nach den Setswana-Wörtern für den Fluss Vaal (Lekwa) und für Diamant (Teemane).

## Städte und Orte
- Bloemhof
- Boitumelong
- Christiana
- Coverdale
- Geluksoord
- Utlwanang

## Bevölkerung
Die Gemeinde hatte im Jahr 2011 53.248 Einwohner in 14.930 Haushalten auf einer Gesamtfläche von 3681,20 km². Davon waren 81,2 % schwarz, 10,4 % weiß und 7,4 % Coloured. Erstsprache war zu 63,3 % Setswana, zu 17,5 % Afrikaans, zu 5,9 % Sesotho, zu 5,4 % isiXhosa, zu 2,1 % Englisch, zu 1,2 % isiZulu und zu 0,8 % isiNdebele.